# Krijtmolen
Een krijtmolen is een molen die krijtgesteente vermaalt.
Dit kan een verfmolen zijn. Het gemalen krijt wordt dan vaak als vulmiddel gebruikt in stopverf of plamuur. Ook trasmolens vermaalden vaak krijt. Dit werd gebruikt voor cement en voor stucwerk.
De enige nog werkende krijtmolen in Nederland is d'Admiraal in Amsterdam.
beukmolen ·
blauwselmolen ·
cacaomolen ·
hennepklopmolen ·
ijzermolen ·
koldermolen ·
kopermolen ·
korenmolen ·
krijtmolen ·
kruitmolen ·
loodwitmolen ·
mosterdmolen ·
moutmolen ·
oliemolen ·
papiermolen ·
pelmolen ·
pepermolen ·
poldermolen ·
schelpzandmolen ·
schorsmolen ·
slijpmolen ·
snuifmolen ·
specerijenmolen ·
spinmolen ·
trasmolen ·
verfmolen ·
volmolen ·
zaagmolen